# Comunitat de comunes del Castelbriantais
La Comunitat de comunes del Castelbriantais (en bretó Kumuniezh-kumunioù Kastell-Briant) és una estructura intercomunal francesa, situada al departament del Loira Atlàntic a la regió País del Loira però a la Bretanya històrica. Té una extensió de 619,6 kilòmetres quadrats i una població de 33.006 habitants (2010).

## Composició
Agrupa 19 comunes :
1. Châteaubriant
2. La Chapelle-Glain
3. Erbray
4. Fercé
5. Grand-Auverné
6. Issé
7. Juigné-des-Moutiers
8. Louisfert
9. La Meilleraye-de-Bretagne
10. Moisdon-la-Rivière
11. Noyal-sur-Brutz
12. Petit-Auverné
13. Rougé
14. Ruffigné
15. Saint-Aubin-des-Châteaux
16. Saint-Julien-de-Vouvantes
17. Soudan
18. Soulvache
19. Villepot